# Hieracium neomalyi
Hieracium neomalyi es una especie de planta con flor del género Hieracium, de la familia Asteraceae, orden Asterales.

## Distribución
Hieracium neomalyi se distribuye por Italia y Bosnia y Herzegovina.

## Taxonomía
Fue descrita científicamente por Zahn.